# Club Deportivo Basket Bilbao Berri
Maillots
Actualités
Le Club Deportivo Basket Bilbao Berri, ou actuellement Surne Bilbao Basket, est un club espagnol de basket-ball basé à Bilbao. Le club appartient à la Liga ACB soit le plus haut niveau du championnat espagnol.

## Historique
Le Bilbao Basket est fondé en l'an 2000, alors que la capitale basque ne dispose pas de club club de basket-ball professionnel. Le Club Baloncesto Caja Bilbao, qui a connu le plus haut-niveau de 1986 à 1991 disparaît en 1994 et la Sociedad Deportiva Patronato (créé en 1947) végétait dans les divisions inférieures.
Le club est relégué en deuxième division en 2018 mais remonte en Liga ACB la saison suivante.

## Noms successifs
- 2004 - 2007 : Lagun Aro Bilbao Basket
- 2007 - 2009 : iurbentia Bilbao Basket
- 2009 - 2011 : Bizkaia Bilbao Basket
- 2011 - 2012 : Gescrap Bizkaia Bilbao Basket
- 2012 - 2013 : Uxúe Bilbao Basket
- 2013 - 2015 : Pas de namming : Club Basket Bilbao Berri
- 2015 - 2016 : Dominion Bilbao Basket
- 2016-2021 : RETAbet Bilbao Basket
- depuis 2021 : Surne Bilbao Basket

## Bilan sportif

### Palmarès
| Compétitions nationales | Compétitions internationales                                                          |
| - Championnat d'Espagne : - Finaliste (1) : 2011. - Championnat d'Espagne D2 : - Vainqueur (1) : 2004. - Championnat d'Espagne D3 : - Vainqueur (1) : 2002. - Supercoupe d'Espagne : - Finaliste (1) : 2007. | - Eurocoupe : - Finaliste (1) : 2013. - Coupe d'Europe FIBA : - Vainqueur (1) : 2025. |

### Bilan saison par saison
| Saison        | Championnat national | Championnat national | Championnat national | Championnat national | Championnat national | Championnat national | Championnat national | Championnat national | Championnat national | Coupe d'Espagne  | Supercoupe d'Espagne | Compétitions européennes | Compétitions européennes | Compétitions européennes |
| Saison        | Niveau               | Division             | Classement           | Pts                  | MJ                   | V                    | D                    | %V                   | Playoffs             | Coupe d'Espagne  | Supercoupe d'Espagne | Niveau                   | Compétition              | Résultat                 |
| ------------- | -------------------- | -------------------- | -------------------- | -------------------- | -------------------- | -------------------- | -------------------- | -------------------- | -------------------- | ---------------- | -------------------- | ------------------------ | ------------------------ | ------------------------ |
| Bilbao Basket |                      |                      |                      |                      |                      |                      |                      |                      |                      |                  |                      |                          |                          |                          |
| 2000-2001     | 3                    | Liga LEB II          | 13e/16               | 40                   | 30                   | 10                   | 20                   | .333                 | -                    | -                | -                    |                          |                          |                          |
| 2001-2002     | 3                    | Liga LEB II          | 1er/16               | 53                   | 30                   | 23                   | 7                    | .767                 | Vainqueur            | -                | -                    |                          |                          |                          |
| 2002-2003     | 2                    | Liga LEB             | 4e/16                | -                    | 30                   | 19                   | 11                   | .633                 | -                    | -                | -                    |                          |                          |                          |
| 2003-2004     | 2                    | Liga LEB             | 1er/18               | -                    | 34                   | 22                   | 12                   | .648                 | Vainqueur            | -                | -                    |                          |                          |                          |
| 2004-2005     | 1                    | Liga ACB             | 14e/18               | 46                   | 34                   | 12                   | 22                   | .353                 | -                    | -                | -                    |                          |                          |                          |
| 2005-2006     | 1                    | Liga ACB             | 15e/18               | 47                   | 34                   | 13                   | 21                   | .382                 | -                    | -                | -                    |                          |                          |                          |
| 2006-2007     | 1                    | Liga ACB             | 10e/18               | 49                   | 34                   | 15                   | 19                   | .441                 | -                    | -                | -                    |                          |                          |                          |
| 2007-2008     | 1                    | Liga ACB             | 6e/18                | 55                   | 34                   | 21                   | 13                   | .618                 | 1/4 de finale        | 1/2 finales      | Finaliste            |                          |                          |                          |
| 2008-2009     | 1                    | Liga ACB             | 8e/17                | 47                   | 32                   | 15                   | 17                   | .469                 | 1/4 de finale        | -                | -                    | 2                        | Eurocoupe                | 1/2 finales              |
| 2009-2010     | 1                    | Liga ACB             | 9e/18                | 50                   | 34                   | 16                   | 18                   | .471                 | -                    | 1/4 de finale    | -                    | 2                        | Eurocoupe                | 1/2 finales              |
| 2010-2011     | 1                    | Liga ACB             | 6e/18                | 55                   | 34                   | 21                   | 13                   | .618                 | Finaliste            | 1/4 de finale    | -                    |                          |                          |                          |
| 2011-2012     | 1                    | Liga Endesa          | 6e/18                | 53                   | 34                   | 19                   | 15                   | .559                 | 1/4 de finale        | -                | 1/2 finales          | 1                        | Euroligue                | 1/4 de finale            |
| 2012-2013     | 1                    | Liga Endesa          | 6e/18                | 38                   | 34                   | 19                   | 15                   | .559                 | 1/4 de finale        | 1/4 de finale    | -                    | 2                        | Eurocoupe                | Finaliste                |
| 2013-2014     | 1                    | Liga Endesa          | 14e/18               | 24                   | 34                   | 12                   | 22                   | .353                 | -                    | -                | 1/2 finales          | 2                        | Eurocoupe                | Top 32                   |
| 2014-2015     | 1                    | Liga Endesa          | 4e/18                | 40                   | 34                   | 20                   | 14                   | .588                 | 1/4 de finale        | 1/4 de finale    | -                    |                          |                          |                          |
| 2015-2016     | 1                    | Liga Endesa          | 10e/18               | 50                   | 34                   | 16                   | 18                   | .471                 | -                    | 1/2 finales      | -                    | 2                        | Eurocoupe                | Top 32                   |
| 2016-2017     | 1                    | Liga Endesa          | 10e/17               | -                    | 32                   | 14                   | 18                   | .438                 | -                    | -                | -                    | 2                        | Eurocoupe                | Phase régulière          |
| 2017-2018     | 1                    | Liga Endesa          | 17e/18               | -                    | 34                   | 8                    | 26                   | .235                 | -                    | -                | -                    | 2                        | Eurocoupe                | Phase régulière          |
| 2018-2019     | 2                    | Liga LEB Oro         | 2e/18                | -                    | 34                   | 24                   | 10                   | .706                 | Vainqueur            | -                | -                    |                          |                          |                          |
| 2019-2020     | 1                    | Liga Endesa          | 5e/18                | -                    | 23                   | 14                   | 9                    | .609                 | Phase de groupes     | Quarts de finale | -                    |                          |                          |                          |
| 2020-2021     | 1                    | Liga Endesa          | 17e/19               | -                    | 36                   | 10                   | 26                   | .278                 | -                    | -                | -                    | 3                        | Ligue des champions      | Saison régulière         |
| 2021-2022     | 1                    | Liga Endesa          | 9e/18                | -                    | 34                   | 16                   | 18                   | .471                 | -                    | -                | -                    |                          |                          |                          |
| 2022-2023     | 1                    | Liga Endesa          | 12e/18               | -                    | 34                   | 14                   | 20                   | .412                 | -                    | -                | -                    | 3                        | Ligue des champions      | Top 16                   |
| 2023-2024     | 1                    | Liga Endesa          | 13e/18               | -                    | 34                   | 13                   | 21                   | .382                 | -                    | -                | -                    | 4                        | Coupe d'Europe FIBA      | Demi-finales             |

## Joueurs et personnalités du club

### Entraîneurs
Le tableau suivant présente la liste des entraîneurs du club depuis 2000.
| Rang | Nom            | Période   |
| ---- | -------------- | --------- |
| 1    | Txutxo Sanz    | 2000-2001 |
| 2    | Pedro Zorrozua | 2001      |
| 3    | Txus Vidorreta | 2001-2010 |

| Rang | Nom              | Période   |
| ---- | ---------------- | --------- |
| 4    | Rafa Pueyo       | 2010      |
| 5    | Fótis Katsikáris | 2010-2013 |
| 6    | Rafa Pueyo       | 2013-2014 |

| Rang | Nom          | Période   |
| ---- | ------------ | --------- |
| 7    | Sito Alonso  | 2014-2016 |
| 8    | Carles Duran | 2016-2017 |
| 9    | Veljko Mršić | 2017-2018 |

| Rang | Nom                  | Période   |
| ---- | -------------------- | --------- |
| 10   | Jaka Lakovič         | 2018      |
| 11   | Álex Mumbrú          | 2018-2022 |
| 12   | Jaume Ponsarnau (es) | 2022-     |

### Joueurs célèbres et/ou marquants
- Roger Grimau
- Álex Mumbrú
- Germán Gabriel
- Marcelinho Huertas
- Tiago Splitter
- Jérôme Moïso
- Kóstas Vasiliádis
- Níkos Zísis
- Frédéric Weis
- Adrien Moerman
- Andrew Panko
- Venson Hamilton
- Damir Markota
- Axel Hervelle

## Galerie

Ancien logo (2004-2007)